# Team3M/2016
Deze pagina geeft een overzicht weer van de Team3M-wielerploeg in 2016.

## Algemeen
- Hoofdsponsor: 3M
- Algemeen manager: Bernard Moerman
- Ploegleiders: Frank Boeckx, Tim Lacroix, Walter Maes, Thierry Fevery
- Fietsen: Ridley

## Renners
| Naam               | Geboortedatum     | Nationaliteit | Ploeg 2015                                    |
| ------------------ | ----------------- | ------------- | --------------------------------------------- |
| Edwig Cammaerts    | 17 juli 1987      | België        | Veranclassic-Ekoi                             |
| Jaap de Man        | 28 maart 1993     | Nederland     |                                               |
| Gertjan De Vos     | 7 augustus 1991   | België        |                                               |
| Martijn Degreve    | 14 april 1993     | België        |                                               |
| Laurent Evrard     | 22 september 1991 | België        | Wallonie-Bruxelles                            |
| Jelle Goderis      | 24 maart 1991     | België        | Veranclassic-Ekoi                             |
| Piotr Havik        | 7 juli 1991       | Nederland     | Rabobank Development Team                     |
| Yoeri Havik        | 19 februari 1991  | Nederland     | SEG Racing                                    |
| Jimmy Janssens     | 30 mei 1989       | België        |                                               |
| Dick Janssens      | 01 augustus 1994  | Nederland     | De Jonge Renner                               |
| Jerôme Kerf        | 1 september 1991  | België        | Vérandas Willems                              |
| Christophe Sleurs  | 25 juni 1990      | België        |                                               |
| Ricardo van Dongen | 18 juni 1994      | Nederland     | SEG Racing                                    |
| Bob Schoonbroodt   | 12 februari 1991  | Nederland     | Parkhotel Valkenburg Continental Cycling Team |
| Emiel Vermeulen    | 16 februari 1993  | België        |                                               |
| Michael Vingerling | 28 juni 1990      | België        |                                               |
| Kenny Willems      | 27 oktober 1993   | België        | Rock Werchter Toekomstvrienden Cycling Team   |
| Melvin Van Zijl    | 10 december 1991  | België        |                                               |

2013 · 2014 · 2015 · 2016